# Swammerdamella sessionis
Swammerdamella sessionis är en tvåvingeart som beskrevs av Cook 1971. Swammerdamella sessionis ingår i släktet Swammerdamella och familjen dyngmyggor. Inga underarter finns listade i Catalogue of Life.